# Isidore Pils
Isidore Alexandre Auguste Pils (Parijs, 19 juli 1813 - Douarnenez, 3 september 1875) was een Franse academische kunstschilder van religieuze en militaire ontwerpen.
In 1867 werd hij officier in het Legioen van Eer.
- Bibliothèque nationale de France: cb12566236j (data)
- Gemeinsame Normdatei: 118875892
- International Standard Name Identifier: 0000 0001 0796 3668
- Library of Congress Control Number: nr90024708
- Base Léonore: LH//2163/6
- Nederlandse Thesaurus van Auteursnamen: 16933287X
- RKD-Nederlands Instituut voor Kunstgeschiedenis: 63576
- SNAC: w6fn36m3
- Système universitaire de documentation: 161854036
- Union List of Artist Names: 500022835
- Virtual International Authority File: 54264563
- WorldCat: E39PBJp66rpwmBXW4fpM6VH9jC